# 100 Days to Heaven
100 Days to Heaven es una serie de televisión filipina transmitido por ABS-CBN en 2011. Está protagonizada por Coney Reyes y Xyriel Manabat.

## Reparto

### Elenco principal
- Coney Reyes como Anna Manalastas.
- Xyriel Manabat como Anna Manalastas (joven).
- Jodi Sta. Maria como Sophia Delgado.

### Elenco secundario
- Joel Torre como Andres Delgado.
- Dominic Ochoa como Bobby Ramírez.
- Valerie Concepcion como Miranda Ramírez.
- Rafael Rosell como Bartolome "Bart" Ramírez Jr.
- Jewel Mische como Jessica Cruz.
- Emmanuelle Vera como Yanie Ramírez.
- Louise Abuel como Kevin Delgado.
- Rustica Carpio como Lola Kayang Lim.
- Noel Trinidad como Tagabantay.

### Elenco de invitados
- Mark Gil como Norman Manalastas.
- Shaina Magdayao como Anna Manalastas (adolescente).
- Felix Roco como Rene Mosqueda (adolescente).
- Pokwang como Digna Amparo.
- Melai Cantiveros como Girlie.
- Jason Abalos como Brando Rivero.
- Vice Ganda como August.
- Chinggoy Alonzo como Mr. Villanueva.
- Empress Schuck como Gina Bernardo.
- Kim Chiu como Julia Mariano.
- Ron Morales como Baldo Enriquez.
- Gloria Romero como Pilar.
- Joonee Gamboa como Ricardo "Carding" Torres.
- Lui Manansala como Brenda.
- Sam Milby como Ruel Villanueva.
- Xian Lim como Jojo Villanueva.
- Matt Evans como Paul.
- Maricar Reyes como Emerald Capistrano.
- Ricardo Cepeda como Julio Capistrano.
- Abby Bautista como Emerald Caspitrano (joven).
- Celine Lim como Emerald Capistrano (adolescente).
- Tirso Cruz III como Rene Mosqueda.
- Eda Nolan como Carmen Mosqueda (adolescente).
- Liz Alindogan como Carmen Mosqueda.
- Cherry Pie Picache como Myrna Soledad.
- Cheska Billiones como Claire.
- Jelo Eschaluce como Bryan.
- Veronica Louise Bernardo como Margaret.
- Yda Yaneza como Ibyang.
- Gloria Diaz como Dolores Bustamante.
- Rica Peralejo como Rachel Bustamante.

## Premios y nominaciones
| Año  | Premio                               | Categoría                                       | Trabajo                                             | Resultado |
| 2011 | ASAP Pop Viewer's Choice Awards      | Mejor programa de televisión                    | Elenco                                              | Ganador   |
| 2011 | ASAP Pop Viewer's Choice Awards      | Mejor personaje de televisión                   | Coney Reyes y Xyriel Manabat como Anna Manalastalas | Nominado  |
| 2011 | Golden Screen TV Awards              | Mejor serie dramática original                  | Elenco                                              | Nominado  |
| 2011 | Golden Screen TV Awards              | Mejor actuación femenina en una serie dramática | Xyriel Manabat                                      | Nominado  |
| 2012 | 8th USTv Student's Choice Awards     | Mejor actriz en una telenovels                  | Xyriel Manabat                                      | Ganador   |
| 2012 | 8th USTv Student's Choice Awards     | Mejor actriz de reparto en una telenovela       | Jodi Sta. Maria                                     | Ganador   |
| 2012 | 8th USTv Student's Choice Awards     | Mejor telenovela                                | Elenco                                              | Ganador   |
| 2012 | 10th Gawad TANGLAW for Television    | Mejor actuación femenina                        | Xyriel Manabat                                      | Ganador   |
| 2012 | 10th Gawad TANGLAW for Television    | Mejor serie dramática                           | Elenco                                              | Ganador   |
| 2012 | 26th PMPC Star Awards For Television | Mejor intérprete infantil                       | Xyriel Manabat                                      | Ganador   |